# Аурамин
Аурамин — органическое соединение, диарилметановый основный краситель с химической формулой C17H22ClN3. Отличается чистой жёлтой окраской, обладает канцерогенными свойствами, в связи с которыми было прекращено его производство в СССР.
Синонимы: Auramine O, Basic Yellow 2, C.I. 41000, C.I. 655.

## Физические свойства
Максимум длинноволновой полосы поглощения располагается при λmax = 420 нм. Вторая длинноволновая полоса поглощения, обусловленная разветвлённостью хромофорной системы, лежит в УФ-области, λmax = 372 нм, и не оказывает влияния на окраску.

## Химические свойства
Аурамин нестоек к гидролизу, под действием воды при температуре выше 70 °C превращается в кетон Михлера (см ниже), поэтому крашение Аурамином возможно при температуре не выше 50—60 °C. Катион красителя удерживается на окрашенном субстрате амфотерного (белковые и полиамидные волокна) или кислотного (ацетатные, полиэфирные, целлюлозные с танниновой протравой волокна) характера главным образом за счёт ионного взаимодействия с кислотными — сульфо- и карбоксильными — группами материала.

## Получение
Аурамин получают взаимодействием бис(диметиламино)производных бензофенона или тиобензофенона с аммиаком или солями аммония.
Например, фосгенированием N,N-диметиланилина получают кетон Михлера, который затем сплавляют с хлоридом аммония в присутствии безводного ZnCl2.
Другой способ заключается в конденсации диметиланилина с формальдегидом, за которым следует нагревание полученного производного дифенилметана до 160—200 °C в токе сухого аммиака с серой и сухим NH4Cl в присутствии большого количества сухого NaCl. NaCl в количестве 10 частей на 1 часть замещённого дифенилметана создаёт развитую поверхность соприкосновения реагентов с газообразным аммиаком.
Первоначально образующийся тиоаналог (то есть отличие в атоме серы вместо кислорода) кетона Михлера реагирует далее с NH3 и хлоридом аммония.